# Loja âncora
Uma loja âncora é uma loja no shopping center (centro comercial) que tem um tamanho maior em relação às lojas comuns (lojas satélites) e que poderá atrair um público maior ao shopping, por ser conhecida nacionalmente ou internacionalmente. Quando um shopping capta lojas âncoras, o público e o consumo podem aumentar muito, especialmente se as lojas em questão não estavam presentes na região.